# Bernardino di Cola del Merlo
Bernardino di Cola del Merlo, originaire de Pianella (province de Pescara) actif entre 1490 et 1500 est un peintre italien.

## Biographie
On n'a pas d'informations certaines sur sa vie. Sa date de naissance et de mort sont inconnues mais on présume qu'il est originaire de Pianella, centre artistique de la province de Pescara
Une œuvre qui lui est attribuée  est le Polyptyque de Pianella (Polittico di Pianella) ou de Saint Léonard, daté entre 1490 et 1500.
Dans ce polyptyque  Bernardino ressent les influences de la culture figurative de la période dont celles de Raphaël et du Pérugin, reconnaissables surtout dans les images de la Vierge du volet central et saint Sébastien.
Le polyptyque, un temps situé dans l'église san Leonardo à Pianella, se trouve aujourd'hui dans la salle n° 21 du Musée national des Abruzzes.
Dans les fonds de ce même musée se trouve un pinacle de polyptyque avec un ange récemment attribué à Bernardino di Cola del Merlo. Comme le pinacle provient elle aussi de Pianella, il est probable qu'il fasse partie du même polyptyque.

## Œuvres
- Polyptyque de Pianella (Polittico di Pianella) ou de Saint Léonard (1490- 1500), (attribution), tempera sur bois, Musée National des Abruzzes, L'Aquila.
- Annonciation, Éternel avec anges et saint Ludovic de Toulouse (attribution), provenance de Chiesa della Misericordia, Musée National des Abruzzes, Aquila.

## Sources
- (it) Cet article est partiellement ou en totalité issu de l’article de Wikipédia en italien intitulé « Bernardino di Cola del Merlo » (voir la liste des auteurs).